# Amadeus Austrian Music Award
Amadeus Austrian Music Awards – corocznie przyznawana najważniejsza austriacka nagroda za osiągnięcia muzyczne. Przyznawana jest od 2000; od 2012 ceremonia rozdania nagród ma miejsce w wiedeńskim Volkstheater. Jest austriackim odpowiednikiem nagrody Grammy. Przyznawana jest obywatelom austriackim, którzy prowadzą działalność artystyczną głównie w swoim kraju. Przyznaje się ją obecnie w 19 kategoriach.